# CSNK2B
CSNK2B (англ. Casein kinase 2 beta) – білок, який кодується однойменним геном, розташованим у людей на короткому плечі 6-ї хромосоми. Довжина поліпептидного ланцюга білка становить 215 амінокислот, а молекулярна маса — 24 942.
| 10         |  | 20         |  | 30         |  | 40         |  | 50         |
| ---------- |  | ---------- |  | ---------- |  | ---------- |  | ---------- |
| MSSSEEVSWI |  | SWFCGLRGNE |  | FFCEVDEDYI |  | QDKFNLTGLN |  | EQVPHYRQAL |
| DMILDLEPDE |  | ELEDNPNQSD |  | LIEQAAEMLY |  | GLIHARYILT |  | NRGIAQMLEK |
| YQQGDFGYCP |  | RVYCENQPML |  | PIGLSDIPGE |  | AMVKLYCPKC |  | MDVYTPKSSR |
| HHHTDGAYFG |  | TGFPHMLFMV |  | HPEYRPKRPA |  | NQFVPRLYGF |  | KIHPMAYQLQ |
| LQAASNFKSP |  | VKTIR      |  |            |  |            |  |            |

A: Аланін

C: Цистеїн

D: Аспарагінова кислота

E: Глутамінова кислота

F: Фенілаланін

G: Гліцин

H: Гістидин

I: Ізолейцин

K: Лізин

L: Лейцин

M: Метіонін

N: Аспарагін

P: Пролін

Q: Глутамін

R: Аргінін

S: Серин

T: Треонін

V: Валін

W: Триптофан

Кодований геном білок за функцією належить до фосфопротеїнів. 
Задіяний у таких біологічних процесах, як сигнальний шлях Wnt, ацетилювання. 
Білок має сайт для зв'язування з іонами металів, іоном цинку. 